# Crni Lazi
Crni Lazi – wieś w Chorwacji, w żupanii primorsko-gorskiej, w mieście Čabar. W 2011 roku liczyła 117 mieszkańców.